# Линде, Самуил Богумил
Самуи́л Богуми́л Ли́нде (Самуил-Богумил [Феофил] Иванович Линде, пол. Samuel Bogumił Linde, нем. Samuel Gottlieb Linde; 24 апреля 1771, Торунь — 8 августа 1847[…], Варшава) — польский учёный-лексикограф, филолог-славист, историк, переводчик, библиограф, педагог и библиотекарь шведско-немецкого происхождения. Важная фигура польского Просвещения.
С. Б. Линде составитель изданного в 1807—1814 годах шеститомного «Словаря польского языка» (пол. Słownik języka polskiego) — первого объёмного словаря польского языка.

## Биография

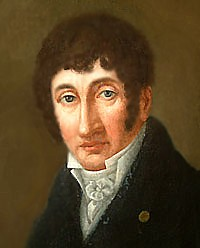
Портрет неизвестного художника

Родился в 1771 году в городе Торуне, куда его отец, занимавшийся слесарным делом, эмигрировал из Швеции. В 1783 году поступил сразу в третий класс местной протестантской гимназии, в 1789 году поступил в Лейпцигский университет для изучения теологии, философии, филологии. На третий год своего пребывания в университете, по представлению профессора Эрнеста, был назначен лектором польского языка при университете и одновременно присяжным переводчиком Лейпцигского коммерческого суда. Занятия преподаванием польского подвигли его на глубокое изучение языка и литературы, в котором ему помогали проживавшие в Лейпциге известные польские деятели и учёные: Игнатий и Станислав Потоцкие, Гуго Коллонтай, Юлиан Немцевич, Юзеф Вейсенгоф и другие.
Примерно в это время у Линде зародилась мысль о создании подробного польского толкового словаря, в котором польские слова были бы сопоставлены с другими славянскими и иностранными словами и пояснены примерами из древних и современных произведений. В 1792 году им была напечатана и защищена при Лейпцигском университете докторская диссертация под заглавием «De solatiis adversus mortis hоrrores in Platone et novo Testamento obviis», в которой автор доказывал преимущества христианского учения перед философскими теориями древних. Получив степень доктора философии, Линде ещё в течение двух лет оставался в Лейпциге, одновременно укрепляя контакты с другими польскими эмигрантами в Саксонии как сторонниками Конституции Речи Посполитой  3 мая 1791 года. 
В 1794 году в связи с восстанием Костюшко с Игнатием Потоцким через Краков перебрался в Варшаву, где усердно занялся сбором материалов для толкового словаря. В Варшаве был близок к кругу польских якобинцев. После поражения восстания по рекомендации Игнатия Потоцкого уехал в Вену, где в 1795-1803 годах возглавил обширную библиотеку из частного собрания графа Юзефа Оссолинского. Располагая богатой библиотекой, Линде продолжил работу над словарём, к чему его поощрял князь Адам Чарторыйский.
При содействии того же Чарторыйского и Тадеуша Чацкого в 1800 году Линде был приглашён в Варшавское общество друзей наук, в работе которого принимал активное участие уже после 1803 года. В следующем году Линде опубликовал план толкового словаря на польском и немецком языках, что привлекло к нему внимание прусского правительства. В 1803 году министр предложил Линде занять должность директора в новом Варшавском лицее. Получив от прусского правительства только общие указания по руководству и обустройству лицея, учёный самостоятельно выработал проект лицейского совета (эфората), поставив во главе его Станислава Потоцкого. От этого совета ведёт свою историю местное ведомство народного просвещения. Пользуясь покровительством одновременно и Прусского Королевства, и Австрийской, и Российской империй, будучи материально обеспечен, Линде не только смог приступить к изданию своего словаря, но и основал для этого собственную типографию, заказав необходимое оборудование в Лейпциге и Берлине.
В 1807 году вышел первый том «Словаря польского языка» (пол. Słownik języka polskiego), а затем в течение семи лет, вплоть до 1814 года, несмотря на тормозившую дело войну, появились и остальные пять томов. С 1810 по 1823 года также возглавлял Общество элементарных книг. В 1812 году он присоединился к Генеральной конфедерации Королевства Польского. Одновременно с этим Линде продолжал принимать активное участие в педагогических делах региона. В 1807 году вместе с другими последовавшими за созданием Варшавского герцогства реформами Наполеона был реформирован лицейский эфорат, который получил теперь название Образовательной палаты (пол. Izby Edukacyjnej). В состав этого нового учреждения вошёл и Линде, а в следующем году он был выбран председателем общества, основанного в том же году для издания школьных учебников. 

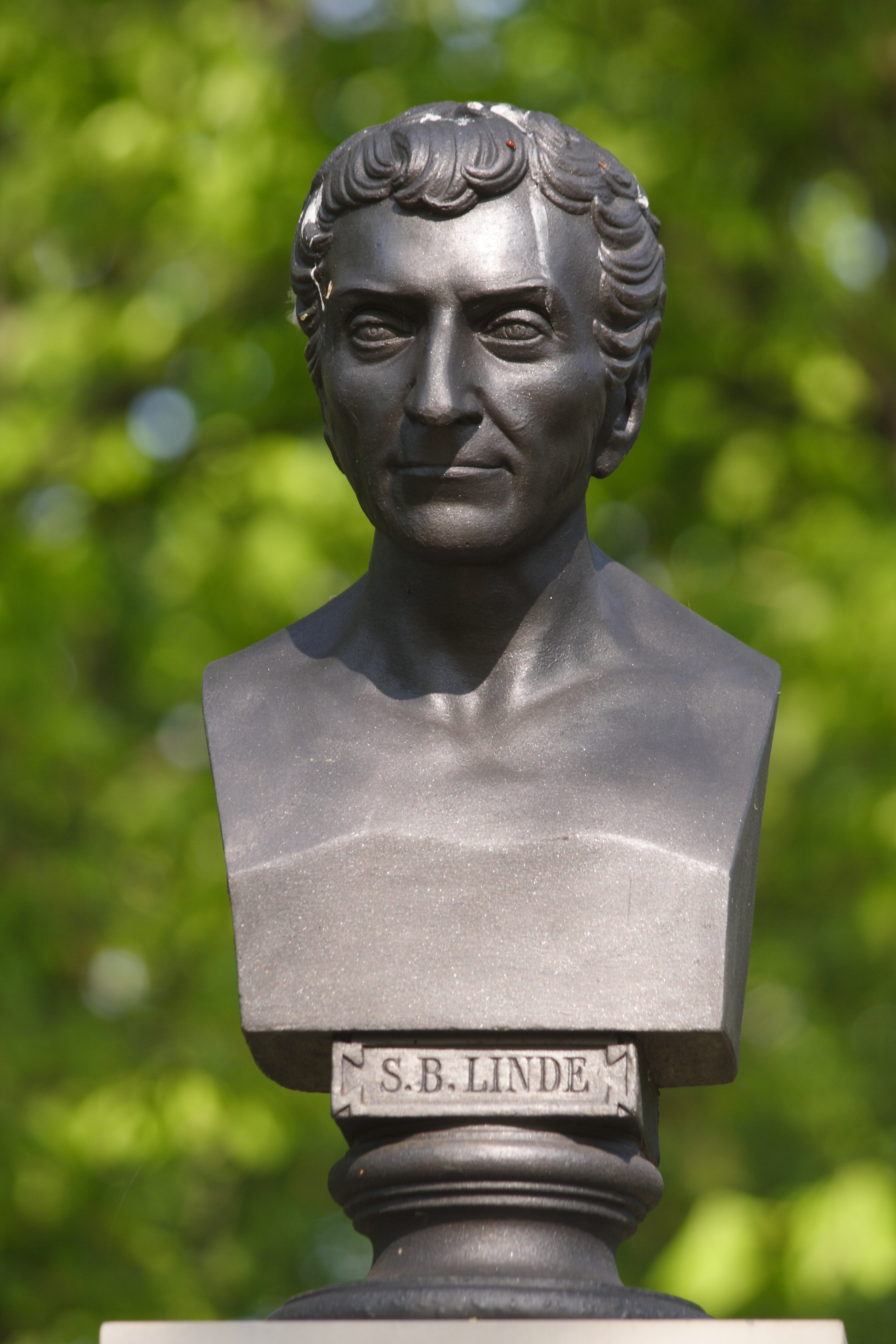
Бюст Самуила Богумила Линде на семейном склепе на лютеранском кладбище Варшавы, отлитый по модели, выполненной Якубом Татаркевичем

С этого времени его влияние на жизнь местной школы ещё более усилилось. Его трудами в 1812 году деятельность Образовательной палаты была значительно расширена, и сама она была переименована в Генеральное образовательное управление (пол. Dyrekcyję generalną edukacyjną). В таком виде это учреждение продолжало существовать до 1815 года, когда по новой конституции, дарованной Царству Польскому императором Александром I, заменено было особой правительственной комиссией вероисповеданий и народного просвещения во главе со Станиславом Потоцким. Линде как учёному теологу и лютеранину был поручен отдел евангелическо-аугсбургского исповедания. И впоследствии он, помимо своей светской деятельности, был президентом Варшавской Евангелическо-лютеранской церкви (1813–1819) и Генеральной консистории Евангелическо-лютеранской церкви (1828–1837). 
В 1816 году был основан Варшавский университет, в котором Линде пригласили преподавать. Он претендовал в нём на должность ректора, но не был утверждён профессорской коллегией. Спустя два года университетская библиотека была преобразована в публичную, а Линде назначен её директором. В качестве директора библиотеки в 1819 году ему поручили осмотр книгохранилищ и архивов упразднённых монастырей в шести воеводствах. В результате поездки для библиотеки было собрано 50 000 томов редких и ценных изданий, копии которых были предоставлены библиотекам духовных семинарий (которые в то время ликвидировались) и средних школ. К 1831 году библиотека обладала более чем 133 000 томов — тогда это было самое большое собрание книг в Польше. После подавления Ноябрьского восстания 1830—1831 годов Варшавский лицей был закрыт, вместо него была открыта гимназия, которую и возглавил Линде до выхода в отставку в 1835 году.
Разработал не нашедшие в научных кругах поддержки проекты создания единого славянского языка на основе польского, а также польско-славянского научного общества, целью которого должно было стать сближение славянских народов. Скончался Самуил Богумил Линде 8 августа 1847 года в Варшаве. Похоронен на лютеранском кладбище Варшавы.

## Признание

Герб Линде «Словник», пожалованный ему в 1826 году

В 1818 и 1820 годах Линде дважды избирался депутатом в Сейм Царства Польского. 7 декабря 1826 года российский император Николай I за заслуги на поприще науки и образования пожаловал ему дворянство и герб «Словник» (пол. słownik — словарь): «В лазоревом поле серебряная открытая книга с надписью „СЛОВО“ в правом верхнем углу, положенная поверх коричневой липы о нескольких корней, ветвей и зелёных листьев. В нашлемнике три страусовых пера. Намёт лазоревый, подбит серебром».
Линде был избран членом Пражской (1808), Берлинской (1812) и Кёнигсбергской академий наук, а также членом Королевского научного общества в Гёттингене (1809), почётным доктором Виленского (1809), Краковского (1815) и Кёнигсбергского университетов, членом Французского института в Париже (1812) и Российской академии (1818), член-корреспондентом Петербургской академии наук (1839).
В 1842 году в Варшаве с большой торжественностью отпразднован был 50-летний юбилей его учёной деятельности: Лейпцигский университет прислал ему по этому случаю новый почётный диплом, в честь юбиляра изготовлена была изготовлена золотая медаль с его портретом и перечислением заслуг. Линде награждён также званием почётного гражданина города Торуня, где в честь него установлен памятник.
Его имя некоторое время было символом славянского возрождения — Осип Бодянский мечтал про времена, «когда у нас появится свой Линде».

## Труды
Наиболее известным сочинением Линде является 6-томный «Словарь польского языка» (пол. Słownik języka polskiego; Варшава, 1807—1814; в 1951 году переиздан фотоофсетным способом), содержащий современный эпохе, а также исторический языковой материал, сравнения с другими славянскими языками, библиографические сноски на использованные источники и литературу. Восторженно принятый современниками, словарь Линде высоко рассматривается и в современной польской лексикографии, являясь одним из основных источников для исследований в области славянской филологии и истории польской культуры. Сочинение было награждено золотыми медалями от саксонского короля и наместника Царства Польского. Кроме словаря и многочисленных мелких переводных и критических статей, известны следующие произведения Линде:
- «Правила этимологии, адаптированные для польского языка» (пол. Prawidłа etymologii, przystosowane do języka polskiego; Варшава, 1806);
- «О Статуте литовском, русским языком и шрифтом изданном, сообщение» (пол. О Statucie Litewskim, ruskim językiem i drukiem wydanym, wiadomość; Варшава, 1816);
- «О языке древних пруссов» (О języku dawnich Prusakow);
- «О принятии и отмене Конституции 1791 года» (пол. О ustanowieniu i upadku ustawy rządowej polskiej roku 1791);
- «Николай Греч. История русской литературы» (пол. Mikołaja Greczà: Rys historyczny literatury rossyjskiej; перевод работы Николая Греча с русского с добавлениями из Батюшкова, Бестужева, Булгарина, Вяземского, Карамзина и других писателей; Варшава, 1823);
- Немецкий перевод жизнеописания Кадлубка из ІІ тома «Историко-критических записок» (пол. Wiadomości historyczno-krytyczny) графа Occoлинского (с добавлениями из трудов Чацкого, Лелевеля и других исследователей);
- «Разбор сочинения Резы „История литовских Библий“» (пол. Rozbiόr dziełа ks. Rhezy: Historyi biblij litewskich; опубликован в трудах Общества друзей наук);
- Линде С. Б. Материалы для сравнительного русского словаря. Буквы К выпуск первый. Изд. П. А. Муханов. Варшава, тип. Стромбского, 1845. XII, 24 с.
- «Песни литовского народа Кристина Донейлайтеса» (пол. Piesni ludu litewskiego Krystyna Donalaites; критический очерк, опубликованный в трудах Общества друзей наук), а также некоторые другие.

В 1845 году начал издание «Материалов для сравнительного русского словаря», но работу завершить не успел — вышел лишь пробный том на букву «К». В рукописях сохранились неопубликованные 22-томная «Польская библиография» (пол. Biblijografija polska) и «Сравнительный словарь славянских диалектов» (пол. Słownik porόwnaczy dyalektόw słowiańskich).